# Scheune Kajedeich 9
Die Scheune Kajedeich 9 im Marschland in der niedersächsischen Gemeinde Hechthausen-Kleinwörden, Samtgemeinde Hemmoor, im Landkreis Cuxhaven, stammt aus dem 19. Jahrhundert.
Aktuell (2024) wird sie als Nebengebäude genutzt.
Das Gebäude steht unter Denkmalschutz (siehe auch Liste der Baudenkmale in Hechthausen).

## Geschichte und Beschreibung
Hechthausen wurde 1233 als Hekethusen zum ersten Mal erwähnt. Adelsfamilien besaßen hier mehrere Rittergüter. Das nordöstliche Dorf Kleinwörden (wörden = Wurt) gehört seit 1972 zu Hechthausen.
Das eingeschossige giebelständige freistehende Gebäude als senkrecht verbretterter Holzgefügebau, mit reetgedecktem Satteldach und Uhlenloch sowie Querdurchfahrt wurde als Kornscheune um 1850 gebaut.
Das Landesdenkmalamt befand u. a.: „… einziger erhaltener Bestandteil einer ehemaligen Hofanlage, die durch Brandeinwirkung zerstört wurde.“